# Jerry Michael Linenger
Jerry Michael Linenger (* 16. ledna 1955 v Mount Clemens, stát Michigan, USA), doktor filozofie, medicíny a americký kosmonaut. Ve vesmíru byl dvakrát, delší dobu strávil na orbitální stanici MIR.

## Život

### Studium a zaměstnání
Absolvoval střední školu East High School v městě Detroit a pak pokračoval ve studiu na vojenské námořní akademii US Naval Academy. Ukončil jej v roce 1977.
Po několika letech pokračoval ve vysokoškolském studiu na University of Southern California (zakončil roku 1988) a na Wayne State University.
Od roku 1992 byl členem jednotky kosmonautů v NASA.

### Lety do vesmíru
Na oběžnou dráhu se v raketoplánech dostal třikrát s funkcí letový specialista, byl členem 22. základní expedice (EO-22) na ruské orbitální stanici MIR a strávil ve vesmíru 143 dní, 2 hodiny a 50 minut. Jednou vystoupil do volného vesmíru (EVA), strávil v něm 4 hodiny a 49 minut. Byl 314. člověkem ve vesmíru.
- STS-64 Discovery (9. září 1994 – 20. září 1994)
- STS-81 Atlantis (12. ledna 1997 – 22. ledna 1997) – cesta na stanici
- STS-84 Atlantis (15. května 1997 – 24. května 1997), cesta ze stanice na Zem